# Romano Ferrara
Romano Ferrara war ein italienischer Filmregisseur und Drehbuchautor. Seine Pseudonyme waren Mike Williams und Roy Freemount.

## Leben
Ferrara trat 1961 erstmals in Erscheinung, als er mit I pianeti contro di noi einen der ersten italienischen Science-Fiction-Film vorlegte. Drei Jahre später drehte er zwei Krimis und 1967 einen im Dschungel spielenden Abenteuerfilm. Außer für seinen Erstling arbeitete er immer unter Pseudonymen. Auch drei Drehbücher zu Filmen anderer stammen von Ferrara, von dem nach 1969 keine gesicherten Nachrichten existieren.

## Filmografie

### Regisseur
- 1961: I pianeti contro di noi
- 1964: Crimine a due (als Roy Freemount)
- 1964: Tom Collins jagt die schwarze Natter (Intrigo a Las Angeles) (als Roy Freemount)
- 1967: Das Dschungelmädchen (Gungala la vergine della giungla) (als Mike Williams)